# Semiothisa fumosa
Semiothisa fumosa är en fjärilsart som beskrevs av Louis Beethoven Prout 1935. Semiothisa fumosa ingår i släktet Semiothisa och familjen mätare. Inga underarter finns listade i Catalogue of Life.